# Зінченко Олексій Володимирович
Олексі́й Володи́мирович Зі́нченко — капітан першого рангу (посмертно) Військово-морських сил Збройних сил України, учасник російсько-української війни.

## Життєпис
Народився 1977 року в селі Ясне Мелітопольського району Запорізької області. Згодом родина переїхала до Черкаської області. Закінчив 1994-го школу в селі Кам'яний Брід Лисянського району Черкаської області. Того ж року вступив до лав ЗСУ. Випускник 1999 року Чорноморського військово-морського училища в Севастополі.
Проходив військову службу в частині «морських котиків» (73-й морський центр спеціального призначення ВМС України), зокрема на посаді помічника командира з водолазної підготовки: провів під водою понад 2000 годин.
Командир частини «морських котиків» (73-й морський центр спеціального призначення ВМС України).
Загинув, виконуючи завдання, під час обстрілу російсько-окупаційними силами з БМ-21 «Град» в районі міста Старобешеве. Похований в селі Кам'яний Брід Лисянського району Черкаської області.
20 серпня 2014 року похований в селі Кам‘яний Брід.

## Нагороди та вшанування
- Орден Богдана Хмельницького (Україна) ІІІ ст. (8 вересня 2014) — за особисту мужність і героїзм, виявлені у захисті державного суверенітету та територіальної цілісності України[1]
- Медаль «За бездоганну службу» ІІІ ст. (2 липня 2009) — за вагомий особистий внесок у розвиток транспортної системи України, забезпечення безперебійної роботи морського та річкового флоту, високий професіоналізм, зразкове виконання військового обов'язку[2]
- Відзнака міністерства оборони України «Доблесть і честь»;
- Медаль «10 років Збройним Силам України»;
- Медаль «15 років Збройним Силам України»;
- Медаль «За сумлінну службу» ІІ та ІІІ ступенів.
- в рідному селі була відкрита меморіальна дошка Олексію Зінченку.[3]
- Розпорядженням Очаківського міського голови від 17.02.2016 № 21 «Про перейменування вулиці Чижикова в місті Очаків» вулицю Чижикова було перейменовано на вулицю Зінченка Олексія[4].
- Його портрет розміщений на меморіалі «Стіна пам'яті полеглих за Україну» у Києві: секція 3, ряд 1, місце 6.
- Вшановується 17 серпня на щоденному ранковому церемоніалі вшанування українських захисників, які загинули цього дня у різні роки внаслідок російської збройної агресії[5]